# Diaphanosoma dentatum
Diaphanosoma dentatum är en kräftdjursart som beskrevs av Herbst 1968. Diaphanosoma dentatum ingår i släktet Diaphanosoma och familjen Sididae. Inga underarter finns listade i Catalogue of Life.